# Johan Lindegren
Johan Lindegren (Johannes Andreasson; * 7. Januar 1842 in Ullared; † 8. Juni 1908 in Stockholm) war ein schwedischer Komponist, Kirchenmusiker, Musikpädagoge und -theoretiker.

## Leben und Wirken
Der aus einer armen Bauernfamilie stammende Lindegren wurde musikalisch zunächst vom Pfarrer seiner Gemeinde, später dem Kantor des Nachbarortes gefördert. 1860 ging er nach Stockholm. Dort studierte er an der Königlichen Musikakademie Orgel bei Gustaf Adolf Mankell, Klavier bei Jan van Boom und Gesang bei Julius Günther. Ab 1861 besuchte er die Kompositionsklasse von Hermann Berens; er studierte auch Komposition bei Franz Berwald und Ludvig Norman.
Seit seiner Studienzeit war Lindegren, um seinen Lebensunterhalt zu verdienen, Chorsänger an der Königlichen Oper Stockholm, ab 1874 wirkte er dort auch als Repetitor. Nachdem er 1865 einen Abschluss als Kirchenmusiker erlangt und 1866 sein Studium abgeschlossen hatte, arbeitete er aushilfsweise als Kantor verschiedener Kirchengemeinden und publizierte die Tidning för kyrkomusik, ein Journal für liturgische Musik. 1884 erhielt er schließlich eine feste Stelle als Kirchenmusiker an der Storkyrkan in Stockholm. Mit Gunnar Wennerberg, Conrad Nordqvist und Richard Norén veröffentlichte er 1895 ein Handbuch der liturgischen Musik.
1881 wurde Lindegren Musiklehrer am Jakobs-Gymnasium. Daneben unterrichtete er als bedeutendster Lehrer für Kontrapunkt des Landes zahlreiche schwedische Komponisten, die um die Jahrhundertwende bekannt wurden, darunter Hugo Alfvén, Bror Beckman, Gustaf Bengtsson, Natanael Berg, Harald Fryklöf, Algot Haquinius, Knut Håkanson, Sigurd von Koch, Helena Munktell, Ture Rangström, Alice Tegnér und Adolf Wiklund. Sein eigenes kompositorisches Werk blieb hingegen schmal und umfasste vor allem Kirchenmusik, Klavierstücke und Chorwerke. Geplante große Werke wie eine Sinfonie hat er nie realisiert.

## Werke
- Fuga uti fri stil für Klavier, 1866
- Stor sonat (”canon”) für Klavier, 1867
- Som i ungdomens år für Stimme und Klavier, 1876
- Liljan i dalen für Simme und Klavier, 1880
- Miniatyrbilder für Klavier, 1880
- Till allra kärestan, Salonstück für Klavier, 1880
- Polarfararnes vals für Klavier, 1880
- Serenad für Klavier, 1880
- Små lätta pianostycken. II. Sorg i rosenrödt, III. Mazurka für Klavier, 1880
- Meditationer I och II für Klavier, 1880
- Fest-Marsch für Orchester (verschollen) oder Klavier zu vier Händen, 1880
- Din spira, Jesu, sträckes ut Choral für vierstimmigen gemischten Chor, 1880
- Jordens oro viker för den fröjd som varar Motette für fünfstimmigen gemischten Chor, 1881
- Elegi vid Oscar Arnoldsons frånfälle für Klavier, 1881
- Melodi für Orgel oder Klavier, 1881
- Fuga (över Agnus Dei) für Orgel, 1882
- Melodi für Orgel oder Klavier, 1882
- Lätta choralförspel für Orgel, 1882
- O Gud! hvem skall jag klaga, Choral für vierstimmigen gemischten Chor, 1882
- Nya Choralmelodier, 1882
- Fantasie-Polonaise für Klavier, 1892
- Ur Musiken till Svenska Mässan, 1897
- Kanon-Rhapsodie für Klavier, 1898
- Kvintett für Streichquintett, 1909
- Väktare på Sions murar für vierstimmigen gemischten Chor, 1915
- Sörj för mig, o Fader kär! für vierstimmigen gemischten Chor